# Chrissy Teigen
Christine Diane Teigen (sinh ngày 30/11/1985) là nữ người mẫu và tác giả viết sách người Mỹ. Cô là đồng MC của chương trình Lip Sync Battle cùng với LL Cool J trên đài Paramount Network.

## Thời thơ ấu
Teigen sinh ra tại Delta, Utah. Cha cô là người gốc Na Uy còn mẹ cô là người Thái Lan. Sau một thời gian định cư ở Hawaii, Idaho, và Washington, gia đình Teigen chuyển đến sống ở Huntington Beach, California khi cô còn là thiếu niên.

## Đời tư
Teigen kết hôn với nam ca sĩ John Legend vào ngày 14 tháng 9 năm 2013 tại Como, Ý. Legend cầu hôn cô vào tháng 12 năm 2011, sau bốn năm quen biết. Ca khúc All of Me mà anh viết năm 2013 cũng là dành cho Teigen.
Năm 2016, họ sinh được một con gái là Luna Simone Stephens (sinh ngày 14 tháng 4). Năm 2018, cả hai có thêm một con trai, đặt tên Miles Theodore Stephens (sinh ngày 16 tháng 5). Cả hai con của họ đều được thụ tinh trong ống nghiệm.

## Danh sách phim

### Điện ảnh
| Năm  | Tên phim                         | Vai diễn     | Ghi chú    |
| ---- | -------------------------------- | ------------ | ---------- |
| 2021 | Nhà Mitchell đối đầu với máy móc | Hailey Posey | Lồng tiếng |